# Pachyanthus reticulatus
Pachyanthus reticulatus är en tvåhjärtbladig växtart som beskrevs av Nathaniel Lord Britton och Percy Wilson. Pachyanthus reticulatus ingår i släktet Pachyanthus och familjen Melastomataceae. Inga underarter finns listade i Catalogue of Life.